# مجزرة معان
كانت مجزرة معان مجزرة أفيد بوقوعها بحق العلويين في قرية معان، سوريا يوم 9 فبراير 2014.
في 9 فبراير 2014، هاجم ثوار جماعة جند الأقصى وسيطروا على قرية معان العلوية، في محافظة حماة، حيث أفيد بمقتل 21 مدنياً، 14 منهم نساء، خلال الاستيلاء على القرية، وفقاً للمرصد السوري لحقوق الإنسان. وكان 10 من أولئك الذين قتلوا من عائلة واحدة. كما قتل 20 من أفراد ميليشيا موالية للحكومة في الهجوم. وصف الإعلام الحكومي الهجوم بالمجزرة وادعت مصادر الحكومة السورية أن حوالي 60 مدنياً تم قتلهم من قبل الجبهة الإسلامية المدعومة من جانب السعودية، معظهم نساء، وأطفال وكبار في السن.
نفت جبهة النصرة مشاركتها في الهجوم زاعمة أن جماعة أخرى كانت تقف خلفها. ونقل المتحدث الرسمي باسم الأمين العام للأمم المتحدة بان كي مون، عن أن الأمين العام عبر عن «صمدته الكبيرة» إزاء التقارير المتعلقة بالمجزرة.
أدت المجزرة إلى اندلاع مظاهرات ضد القاعدة، وجبهة النصرة، وحزب العدالة والتنمية الحاكم والولايات المتحدة من قبل الطائفة العلوية في هاتاي، ومرسين، وإسطنبول ومدن تركية أخرى.
في 17 فبراير 2014، استعاد الجيش السوري السيطرة على معان.